# Ruská pravoslavná autonomní církev
Ruská pravoslavná autonomní církev (rusky Российская православная автономная церковь), samozvaně Ruská pravoslavná církev, jinak v kanonických církvích známá jako Suzdalské schizma, je nekanonická církev, která není součástí kanonického společenství pravoslavných církví.

## Historie
Začátkem roku 1990 se duchovenstvo a farnost chrámu svatých Konstantina a Heleny v Suzdalu v čele s archimandritou Valentinem (Rusancovem), kterému bylo zakázáno sloužit, rozhodlo přejít do jurisdikce Ruské pravoslavné církve v zahraničí. Komunitu podpořila demokratická média a také někteří poslanci Nejvyššího sovětu RSFSR.
Dne 21. března 1990 byl přijat Archijerejským synodem RPCZ. Nová struktura vytvořená RPCZ na území Ruska se začala nazývat jako Ruská pravoslavná svobodná církev.
Již v této době měla RPCZ v Rusku svého biskupa Lazara (Žurbenka), který byl nedůvěřivý vůči úřadům a skeptický k možnosti hromadného přesunu „patriarchálního“ kléru do RPCZ. Archimandrita Valentin však vyzýval věřící, aby přešli do jurisdikce RPCZ. Kvůli rozdílným názorům vznikly mezi ním a biskupem Lazarem neshody. Biskup Lazar již nenavštěvoval Suzdal.
Dne 4. října 1990 byl Valentin Archijerejským synodem jmenován exarchou Ruské pravoslavné svobodné církve a správcem suzdalské eparchie s právem nezávisle přijímat duchovenstvo a komunity Moskevského patriarchátu.
Dne 10. února 1991 byl archimandrita Valentin v chrámu svatého Jóba v Bruselu vysvěcen na biskupa s titulem suzdalský a vladimirský. Ve stejném roce byla suzdalská eparchie zaregistrována u Ministerstva spravedlnosti Ruské federace. Toto vysvěcení ještě více prohloubilo rozpory mezi Valentinem a Lazarem. Roku 1991 bylo mezi nimi přerušeno modlitební společenství.
Ve snaze vyřešit konflikt mezi biskupy vyslal synod do Ruska biskupa Varnavu (Prokofjeva), který byl vikářem západoevropské eparchie. Činnost biskupa však přinesla velké škody. Média začala psát o RPCZ v negativním smyslu.
Do konce roku 1992 bylo biskupu Valentinovi podřízeno nejméně 100 farností. S arcibiskupem Lazarem se v této době dostal do konfliktu kvůli zakázaným duchovním, a proto byli oba biskupové synodem odvoláni. Jelikož neměli své nástupce, tak nadále eparchii spravovali. Roku 1993 došlo k útlumu činnosti RPCZ na území Ruska.
V červenci 1993 oznámil arcibiskup Lazar oddělení se od RPCZ. Odvolal se na dekret patriarchy Tichona, na kterém byla zřízena také RPCZ. V reakci na to synod zbavil arcibiskupa práva sloužit. Zbaven práv byl také biskup Valentin, který se nezúčastnil Archijerejského soboru z důvodu nemoci. Oba odvolaní biskupové nadále spravovali farnosti, které zůstaly pod jejich kontrolou, přičemž samotné odvolání považovali za nekanonické. V březnu 1994 se arcibiskup Lazar a biskup Valentin spojili a vytvořili Dočasnou vyšší církevní správu Ruské pravoslavné svobodné církve. Hlavou struktury se stal arcibiskup Lazar a jeho zástupcem biskup Valentin. Prvními akty této správy bylo zvolení a vysvěcení nových biskupů; Feodor (Ginějevskij), Serafim (Zinčenko) a Agafangel (Paškovskij). Ve dnech 4. a 5. dubna 1994 synod RPCZ uznal vytvoření nové správy za nekanonické, biskupy zbavil znovu práv sloužit, zrušil vysvěcení biskupů a rozhodnutí jejich správy. Obě strany si však uchovaly naději na usmíření. Výsledkem toho v prosinci 1994 obě strany podepsaly v Lesninském monastýru ve Francii akt usmíření.
Podle dohody byla dočasná správa zrušena a její rozhodnutí byla prohlášena za neplatná. Valentin odmítl titul arcibiskupa a nově vysvěcení biskupové byli povinni složit přísahu synodu. Území Ruska bylo rozděleno na šest eparchií: moskevskou, petrohradskou a severoruskou, oděskou a jihoruskou, suzdalskou, černomorsko-kubáňskou a sibiřskou. Byla zřízena biskupská synoda ruských biskupů podřízená RPCZ. Zástupci ruského kléru a laiků RPCZ, kteří se sešli koncem ledna 1995 na biskupské konferenci v Suzdalu, vyjádřili kategorický nesouhlas s novým rozdělením eparchií. V důsledku toho schůze rozhodla, že konečné rozhodnutí o otázce územního rozdělení by měli učinit všichni ruští biskupové po uplynutí nezbytné doby. Došlo tím k porušení aktu usmíření.
V únoru 1995 biskupové Feodor a Agafangel dorazili na Archijerejský synod RPCZ a pro jejich uznání byly stanoveny tvrdé podmínky, např. uznat odsouzení biskupů Lazara a Valentina až do pokání za neuznání aktu usmíření. Tyto podmínky odmítli a vrátili se do Ruska. Dne 12. března 1995 se v Suzdalu konala mimořádná schůze „ruských biskupů“, na které bylo rozhodnuto, že akt usmíření a činnost RPCZ je nekanonická a porušila svaté kanóny, dekrety patriarchy Tichona či závěti nových mučedníků. Byla obnovena dočasná vyšší církevní správa. Biskupům bylo synodem RPCZ zakázáno sloužit.
Po oddělení od RPCZ bylo 14. března 1995 rozhodnuto o vysvěcení nových biskupů. Roku 1995 arcibiskup Lazar a biskup Agafangel činili pokání a vrátili se zpět do RPCZ.
V říjnu 1998 získala církev svůj současný název, kterým byla také zaregistrována.
Celkem měl církev na začátku roku 2000 přibližně 60 registrovaných farností a více než stovku „katakombních“ farností. Měla 9 biskupů a asi 50 kněží. I když biskupové měli tituly svých eparchií, centrem byl vždy Suzdal.
Aby církev posílila své postavení, začala provádět kanonizace. Ve dnech 22. – 23. listopadu 2000 svatořečili přepodobné ženy divejevské, ve dnech 30. dubna a 1. května 2001 metropolitu Filareta (Vozněsenského). Roku 2001 suzdalská eparchie zřídila teologické a pastorační kurzy pro přípravu duchovních.
Postupem času byly církvi zabavovány chrámy.